# سیارک ۱۷۰۳۰۶
سیارک ۱۷۰۳۰۶ (به انگلیسی: 170306 Augustzatka، نامگذاری:2003SZ32) صد و هفتاد هزار و سیصد و ششمین سیارک کشف شده‌است که در ۱۸ سپتامبر ۲۰۰۳ کشف شد.